# Binære talsystem
Det binære talsystem eller totalssystemet består kun af to cifre: 1 og 0. Det anvendes ved f.eks. lagring af data på medier som hulkort/-strimmel, magnetbånd, f.eks. DAT, magnetstribe f.eks på ID-kort, kreditkort etc., CD, DVD og harddisk. Det bruges også til lagring af maskinkode, normalt i RAM og på harddisk.
Det binære talsystem er dog ikke opfundet til brug for computersystemer, men er opfundet længe før år 0, angiveligvis af Pingala i "Chhandah-shastra" (ml. femte og andet århundrede før kristus).

## Det binære talsystems logik
2-talssystemet (det binære talsystem) er i princippet opbygget ligesom 10-talssystemet, i hvilket der kan være ét af ti cifre (0-9) på hver plads, der rummer hhv. enere, tiere, hundreder osv. I det binære system kan der på hver plads være ét af to cifre (0 eller 1). Anskues pladserne i dette system fra højre mod venstre, repræsenterer den:
1). første enerne (20 = 1),
2). anden toerne (21 = 2),
3). tredje firerne (22 = 4),
4). fjerde otterne (23 = 8 ) osv.
I 10-talssystemet tidobles det forgående tal hele tiden. I det binære system ganges det foregående tal blot med 2. Der kan enten stå et nul eller et ettal på hver plads. Således angiver et nul på fx enernes plads, at der ingen enere er i tallet, mens et ettal angiver tilstedeværelsen af én ener. Dermed svarer det binære tal 10 til tallet 2 i titalssystemet. Det indeholder 1 toer og 0 enere. "110" er lig med 6, fordi den yderste venstre position angiver 4, den næste 2 osv.
I det binære system læser du fra højre mod venstre. Det vil sige, at hvis du skal skrive 10, så er det i binære tal lig med 1010, eller 14, så er det 1110, 15 er 1111.
Det binære talsystem er nemt, for det næste tal svarer altid til det dobbelte af det førnævnte tal. Vi får altså følgende rækkefølge: enere, toere, firere, ottere osv. Se fx denne opstilling:
| 1024 | 512 | 256 | 128 | 64 | 32 | 16 | 8 | 4 | 2 | 1 |
| 1    | 1   | 1   | 1   | 1  | 0  | 0  | 1 | 0 | 1 | 0 |

Det ovenfor viste svarer til at skrive 1994.
Man omregner et binært tal til et decimaltal ('normalt' tal) ved at lægge værdien af de repræsenterede cifre sammen. Dvs., at 2 skrives således: 0010, mens 7 skrives således: 0111.
Overskueligheden i det binære talsystem fås, hvis man deler de enkelte cifre (bits) op i grupper af 4 fra højre (ligesom det almindelige 10-talssystems 3-grupper). Hver 4-gruppe (også kaldet en nibble) kan så andrage værdien 0-15 i titalssystemet eller 0-F i det hexadecimale talsystem. 2 stk. 4-grupper udgør således 8 bit eller 1 byte.
Der findes tabller over addition og multiplikation med binære tal.

## Omregning til decimaltal
Ikke altid præsenteres man for binære tal i praktiske grupper. En hurtig hovedomregning til decimaltal (10-talsystemet) kan laves med multiplikationsmetoden (også kaldet duble-dable-metoden). Den er hurtigere end omregning plads for plads, og sker på den måde at man starter fra venstre og tager det første ciffer. Hver gang man går mod højre, ganger man med 2, og hver gang man kommer til en ny plads, lægger man dette ciffer til:
Eksempel:
Tallet 1101101 binært omregnes til 10-talssystemet således:

Start fra venstre: 1

Flyt til højre (1 x 2) = 2, læg 1 til = 3

Flyt til højre (3 x 2) = 6, læg 0 til = 6

Flyt til højre (6 x 2) = 12, læg 1 til = 13

Flyt til højre (13 x 2) = 26, læg 1 til = 27

Flyt til højre (27 x 2) = 54, læg 0 til = 54

Flyt til højre (54 x 2) = 108, læg 1 til =109
Denne metode er generel for alle positionstalsystem; man ganger med grundtallet.
En anden metode er omregning plads for plads ved at man adderer de enkelte bits værdi. I ovennævnte eksempel er der 1-taller på positionerne for 1,4,8,32 og 64. Adderes disse tal, fås resultatet 109.

## Det binære system i computersammenhæng
I hulkortsystemet repræsenteres 1 af et hul og 0 af intet hul. I elektronikkens digitale (logiske) kredsløb (og dermed også computere) kan de to værdier repræsenteres ved om der løber en strøm eller der ikke løber en strøm (spænding eller 0 volt). I computersammenhæng kalder man et 1-tal for on (tændt) og 0 for off (slukket). Tallets værdi er summen af de tændte positioner. En sådan størrelse, en position som kun har to mulige tilstande, kaldes en bit. Dette er den mindste enhed der arbejdes med i computeren. Når man taler om en bit, siger man ofte at den er sat/slettet i stedet for tændt/slukket.
En lidt større enhed, som man oftere opererer med, kaldes en byte. En byte består af 8 bit. En byte kan svare til et tal mellem 0 og 255 eller mellem -128 og 127. I det tilfælde lader man bitten helt til venstre afgøre om det er + eller -, og så er der kun 7 bit tilbage til at angive værdien med. 8 bits kan altså tilsammen svare til 256 forskellige tilstandsformer eller værdier.
I den konkrete sammenhæng kan man vælge, om den første bit er et fortegn (0: positiv, 1: negativ) hvor der så kun er 7 bit tilbage til at angive værdien (0-128), eller om alle bit bruges til værdien (0-255). Negative tal kan repræsenteres på to måder: Toer-komplement, der i dag er næsten enerådende og ener-komplement, der giver det specielle forhold, at der findes både plus 0 og minus 0.
Hvis man anvender fortegnsbit, kan man måske undre sig over, at tallet går ned til -128, men kun op til +127. Men det er fordi tallet 0 optager en position på den positive side. Enerkomplement går kun til -127.

## Ordsprog
Der findes 10 slags mennesker, dem der forstår det binære talsystem og dem der ikke forstår det.